# Klaus Möwius
Klaus Möwius (* Juni 1932 in Ostpreußen; † 2. April 2023 in Marl) war ein  deutscher Kampfsportler und Träger des Bundesverdienstkreuzes.

## Leben
1956 baute Möwius die Judoabteilung des PSV Bottrop auf. Er lebt seit 1967 in Marl. Er war bis 1991 Hauptschullehrer mit den Fächern Sport und Arbeitslehre. Klaus Möwius ist Träger des 8. Dan Jiu Jitsu (Kodokan Budo Verband Deutschland), 7. Dan Judo (DJB) und 1. (Ehren-)Dan Taekwondo Kukiwon Seoul. Er ist Ehren-Präsident des Kodokan-Budo-Verband Deutschland.
2004 wurde ihm das Bundesverdienstkreuz am Bande für besondere Leistungen im sportlichen Bereich, besonders für seine Verdienste um den Judosport verliehen. Die Silberne Ehrennadel des Deutschen Judo-Bunds wurde ihm 2007 verliehen.